# Pyhäjärvi, Satakunta
Pyhäjärvi är en sjö i kommunerna Säkylä, Eura och Pöytis i landskapen Satakunta och Egentliga Finland i Finland. Sjön ligger 44,9 meter över havet. Den är 26,24 meter djup. Arean är 155,19 kvadratkilometer och strandlinjen är 111,14 kilometer lång. Sjön  ingår i Eura å huvudavrinningsområde.   Sjön avvattnas av Eura å till Bottenhavet. Pyhäjärvi ligger omkring 46 kilometer söder om Björneborg, omkring 47 kilometer norr om Åbo och omkring 160 kilometer nordväst om Helsingfors.
Pyhäjärvi röstades 2011 fram som både Satakuntas och Egentliga Finlands landskapssjö. 
Väster om Pyhäjärvi ligger Lamminjärvi. Nordväst om Pyhäjärvi ligger Ahmasjärvi. Norr om Pyhäjärvi ligger Kjulo. 